# Bazylika Świętej Marii Magdaleny w Vézelay
Bazylika Świętej Marii Magdaleny (fr. Basilique Sainte-Marie-Madeleine de Vézelay) – XII-wieczne opactwo benedyktyńskie w Vézelay, w północnej Burgundii, we Francji. Zlokalizowany na szczycie wzgórza klasztor znajduje się na liście światowego dziedzictwa UNESCO.

## Historia
W 858 lub 859 roku Girard II z Vienne założył klasztor w znajdującym się w dolinie pobliskim Saint-Père. W 873 został on zniszczony przez Normanów, po czym odbudowano go na wzgórzu, w miejscu gdzie znajduje się obecna bazylika. Co najmniej od XI wieku w klasztorze znajdują się relikwie Marii Magdaleny (według niektórych źródeł mogły zostać sprowadzone już w 882 roku), co uczyniło go ważnym centrum pielgrzymkowym. Zyskujący na znaczeniu klasztor popadł w 1027 roku w konflikt z hrabiami Nevers. W latach 1098–1162 był on podporządkowany opactwu św. Piotra i Pawła w Cluny.
W 1120 roku klasztor został zniszczony przez pożar. W jego wyniku śmierć poniosło 1127 zgromadzonych wewnątrz pielgrzymów. Po pożarze nastąpiła odbudowa klasztoru, w rezultacie której otrzymał on obecny kształt. Podatki przeznaczone na odbudowę budowli doprowadziły do zatargów między mnichami a mieszkańcami Vézelay, podsycanych dodatkowo przez władców Nevers.  
W 1146 roku św. Bernard wygłosił w Vézelay kazanie, które przyczyniło się do zorganizowania II wyprawy krzyżowej. W 1190 roku wyruszyły stąd na III wyprawę krzyżową połączone armie Filipa II Augusta i Ryszarda Lwie Serce. Okres świetności opactwa trwał do połowy XIII wieku, liczyło ono wówczas około 800 mnichów.
W 1260 roku zaczęto kwestionować autentyczność znajdujących się w klasztorze relikwii, ostatecznie w 1279 roku ogłoszono, że prawdziwe relikwie Marii Magdaleny znajdują się w Saint-Maximin-la-Sainte-Baume w Prowansji. W rezultacie gwałtownie spadła liczba pielgrzymujących do Vézelay, a opactwo zaczęło tracić na znaczeniu. Swoje piętno odcisnęła także wojna stuletnia.
W 1547 roku decyzją papieża Paweł III dokonano sekularyzacji klasztoru – miejsce mnichów zajęło kolegium 15 kanoników świeckich pod zwierzchnictwem opata wybieranego przez króla. W 1569 roku budowla została splądrowana przez hugenotów. W drugiej połowie XVIII wieku kolegium kanoników zostało rozwiązane, a bazylikę zdegradowano do rangi kościoła parafialnego. Wyburzone zostały wówczas pozostałe budynki należące do byłego kompleksu klasztornego. W 1793 roku, podczas rewolucji francuskiej, zniszczone zostały posągi w portalach. W 1819 roku w kościele wybuchł kolejny niszczycielski pożar.
W latach 1840–1859 z inicjatywy inspektora zabytków Prospera Mériméego dokonano odbudowy kościoła, nadzorowanej przez Eugène'a Viollet-le-Duca. W latach 1870 i 1876 kościołowi w Vézelay przekazano nowe relikwie Marii Magdaleny. W 1920 roku budowla została uhonorowana mianem bazyliki. Po II wojnie światowej do bazyliki powrócili benedyktyni. W 1953 roku ich miejsce zajęli franciszkanie, pozostający w klasztorze do 1993 roku. Obecnie bazylika zamieszkana jest przez mnichów należących do Monastycznych Wspólnot Jerozolimskich.
W 1979 roku opactwo zostało wpisane wraz ze wzgórzem, na którym się znajduje, na listę światowego dziedzictwa UNESCO.

## Opis
Budowla reprezentuje dwa style architektoniczne. Część zachodnia (narteks i nawa) wzniesiona została w stylu romańskim, natomiast wschodnia (transept i prezbiterium) w gotyckim. Ważną rolę w bazylice odgrywa światło słoneczne – przemieszczając w głąb budowli, obserwator przechodzi z nartreksu, w którym panuje półmrok, przez łagodnie oświetloną nawę do rozświetlonego prezbiterium. Dzięki odpowiedniej konstrukcji bazyliki w południe w dniu przesilenia letniego światło wpadające przez okna tworzy ścieżkę przechodzącą centralnie przez nawę główną. O tej samej porze w dniu przesilenia zimowego plamy światła padają równo na ozdobione płaskorzeźbami kapitele kolumn wzdłuż północnej ściany budowli.

## Galeria

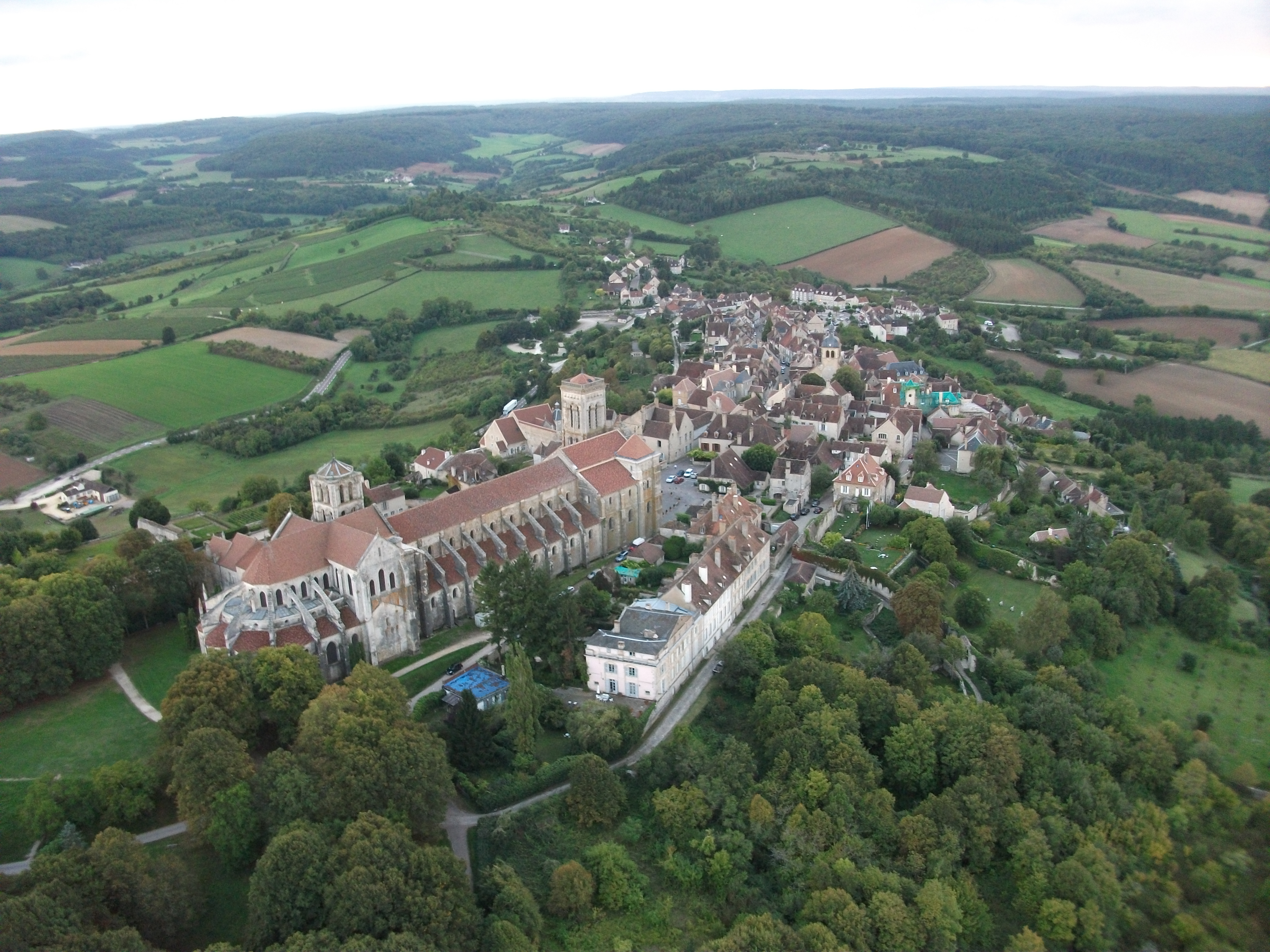
Widok na bazylikę i miejscowość Vézelay z lotu ptaka
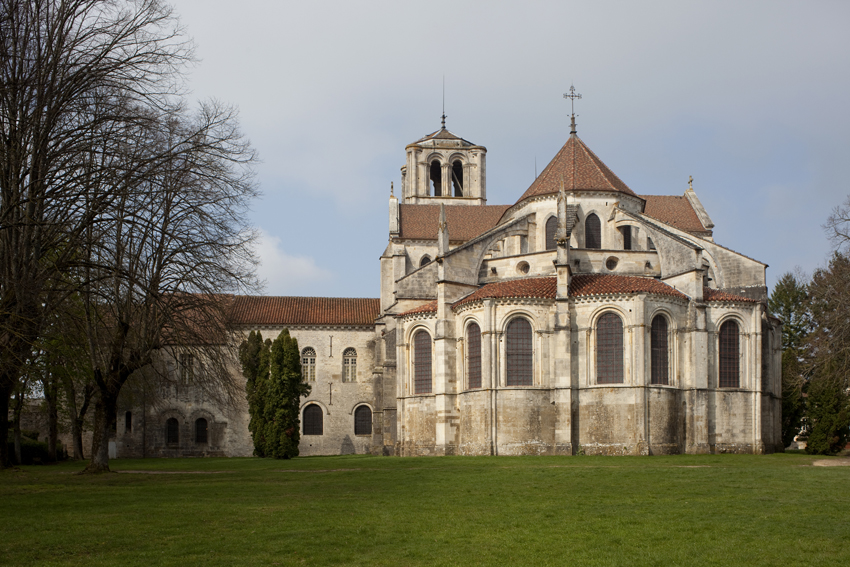
Bazylika widziana od strony wschodniej
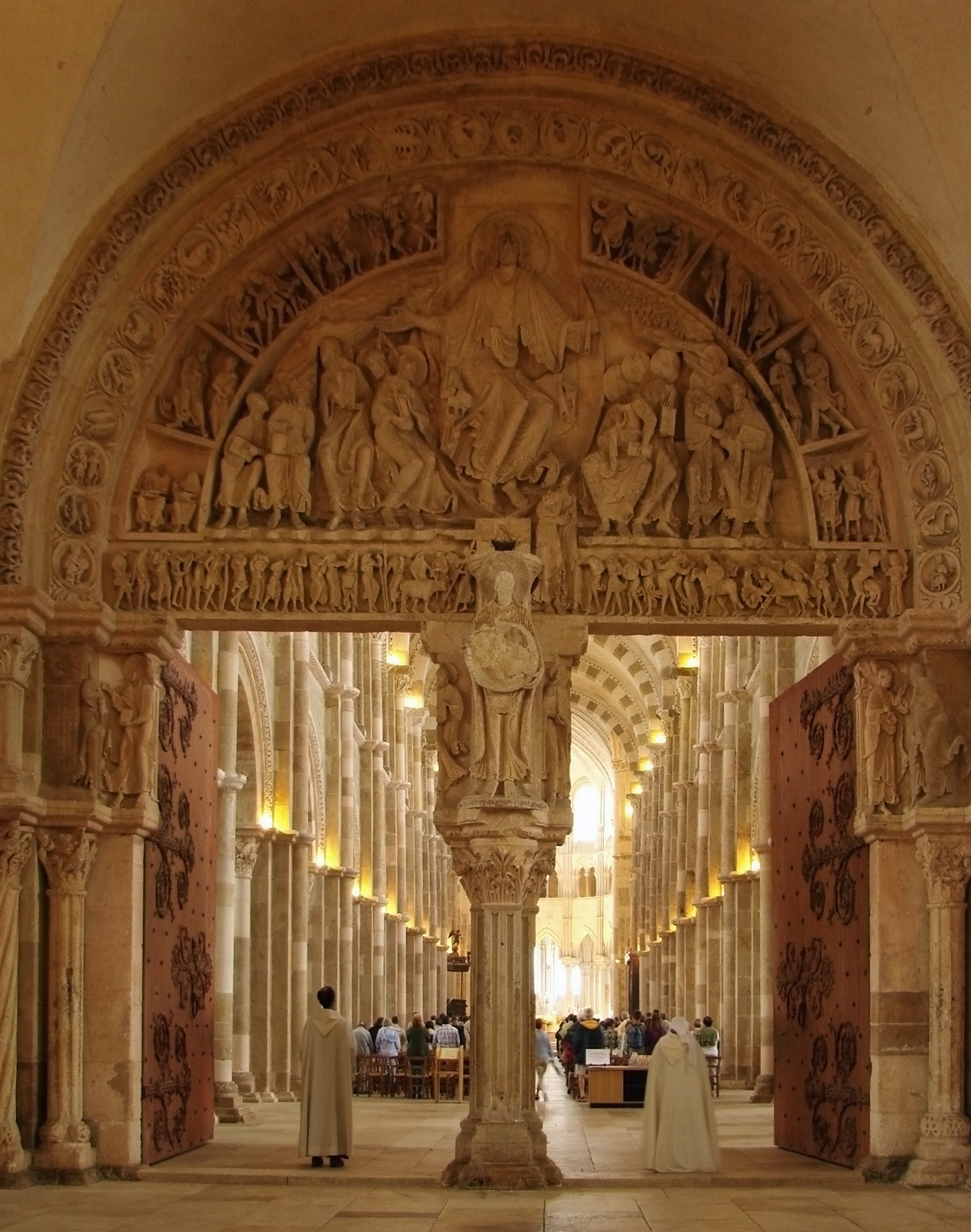
Przejście między narteksem a nawą główną
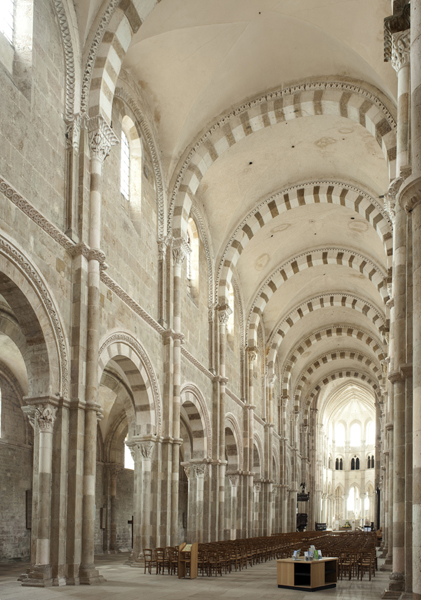
Nawa główna
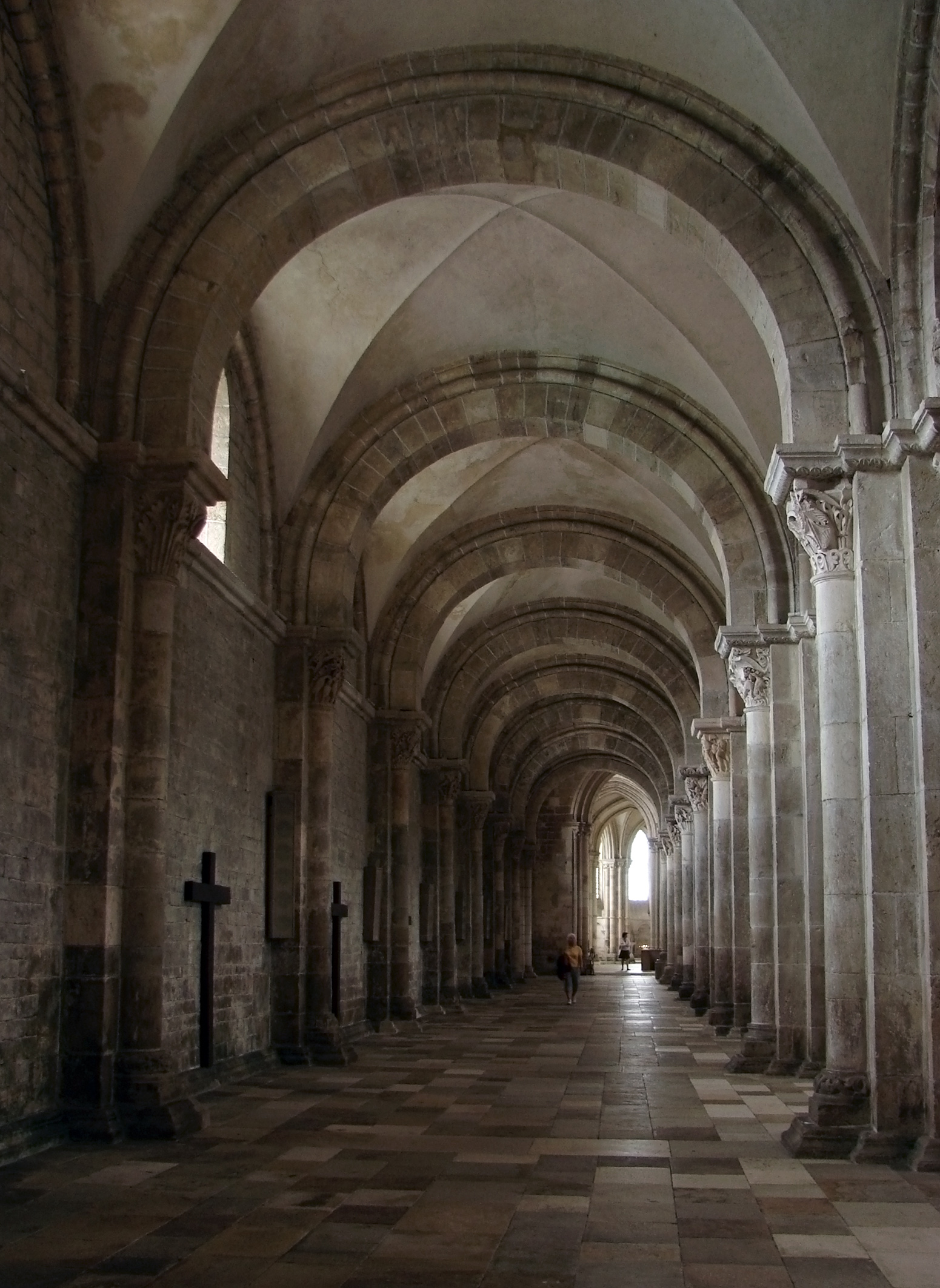
Nawa boczna
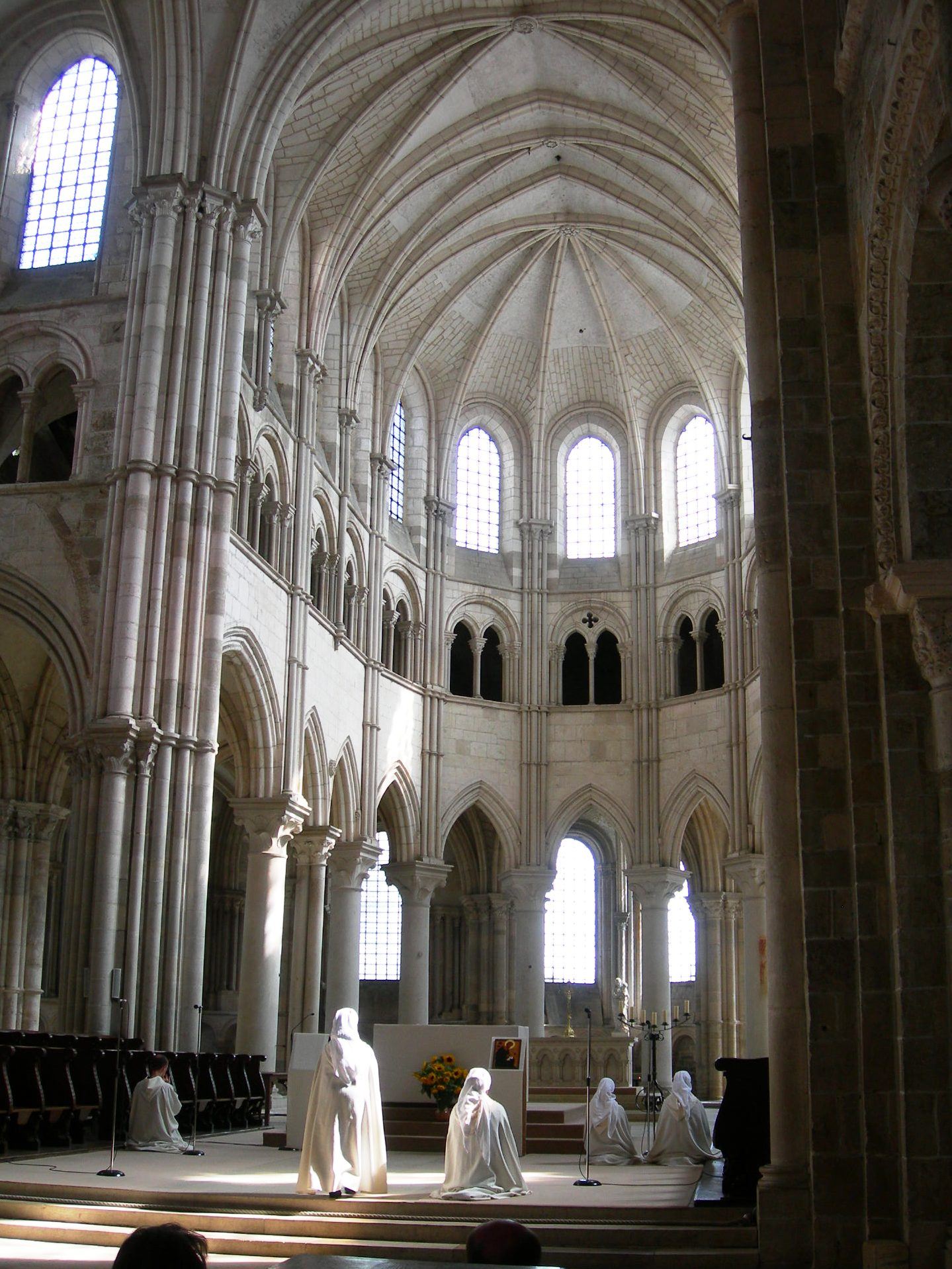
Prezbiterium
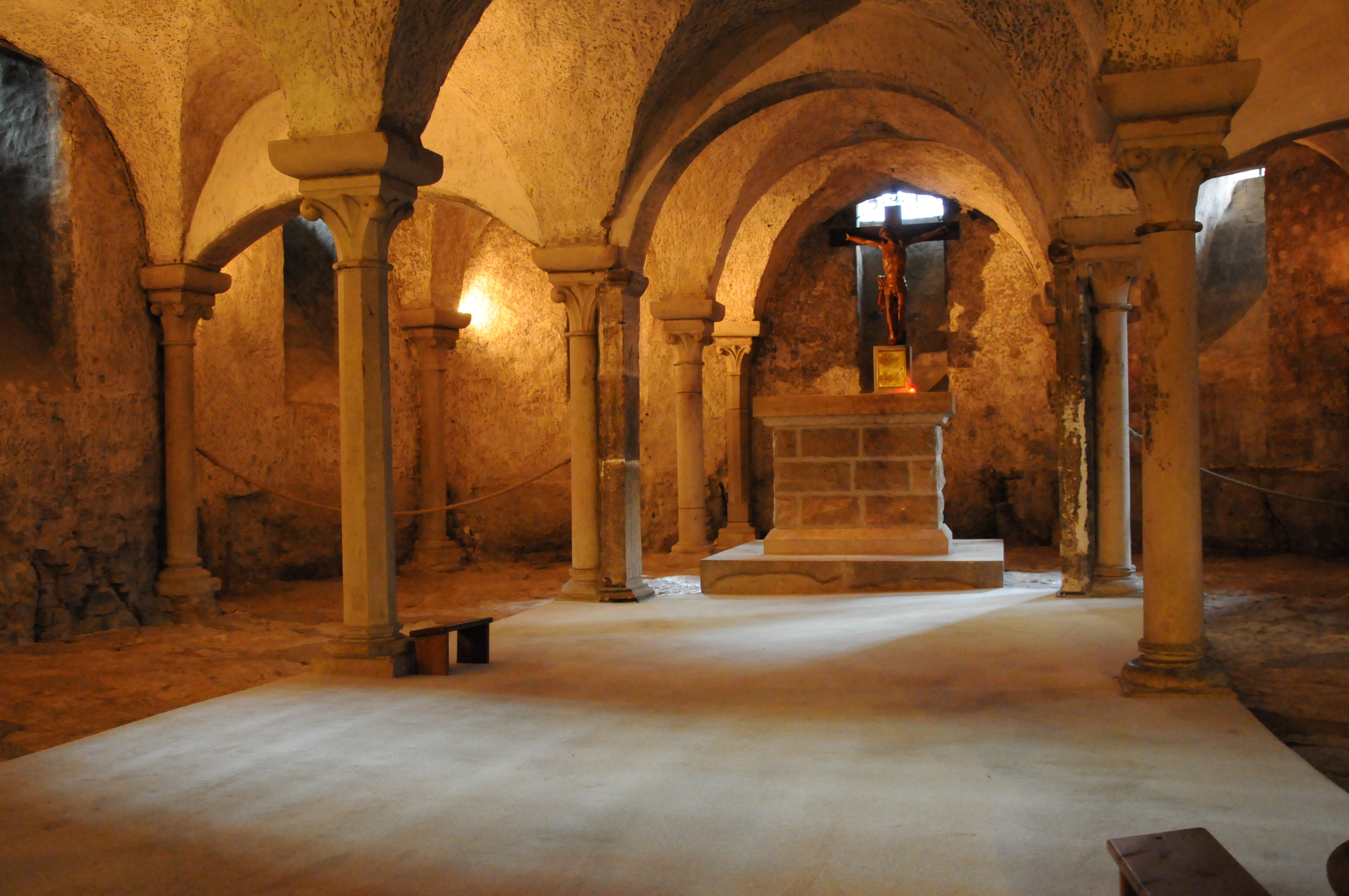
Krypta